# Johannes Coccejus
Johannes Coccejus (født 9. august 1609, død 4. november 1669) var en nederlandsk teolog.
Coccejus blev professor i Franeker og senere i Leyden. Hans virksomhed har haft stor betydning for den reformerte kirke, idet han på en tid, da en stiv ortodoksi sad i højsædet, vendte sig fra dens ufrugtbare distinktioner til selve den hellige skrift og deraf øste sin ejendommelige, såkaldte "føderalteologi" eller pagtsteologi.
Coccejus fornyede bibelstudiet og fremhævede åbenbaringshistoriens betydning i teologien, idet han i den hellige historie fandt Guds frelsesgerninger i pagtens form. Guds pagt findes hos det første menneske som en gerningspagt, idet Adam har en medskabt lov, som lærer ham Guds vilje. Denne lovs gerninger skal han gøre. Ved Syndefaldet bryder Adam pagten, men Gud forbereder nu en ny pagt, Nådepagten, i kraft af hvilken Gud skænker frelsen, hvis mennesket har tro. Nådepagten når sin fuldkommengørelse i Kristus.
De ortodokse, hvis leder var Gisbertus Voetius, rejste en heftig modstand mod Coccejus, ikke mindst fordi han også lærte, at buddet om en særlig hviledag var bortfaldet for den
kristne. Coccejus' tilhængere, coccejanerne, fik ikke ringe betydning ved deres bibelsk-pietistiske forkyndelse og teologi.